# Rozemarijngoudhaantje
Het rozemarijngoudhaantje (Chrysolina americana) is een keversoort uit de familie bladkevers (Chrysomelidae). De wetenschappelijke naam van de soort werd als Chrysomela americana in 1758 gepubliceerd door Carl Linnaeus. De soort komt in Nederland en België voor als exoot en is oorspronkelijk afkomstig uit Zuid-Europa.

## Kenmerken
Het dier is overdag actief en kan tot acht millimeter groot worden. Opvallend zijn de kleurrijke en glimmende dekschilden met regelmatig afwisselende banen blauwgroen en rood. Hieronder liggen de vleugels. De antennes bestaan uit elf geledingen. Bij gevaar gedraagt het rozemarijngoudhaantje zich alsof het dood is en trekt het de poten en antennes in. De larve is grijszwart en voedt zich met de bladeren van rozemarijn, lavendel, tijm en salie.